# Jakob Laurenz Custer
Jakob Laurenz Custer ( * 16 de marzo de 1755, Altstätten, Cantón de Sankt Gallen - 24 de enero de 1828, Rheineck, Sankt Gallen) fue un comerciante y un botánico suizo.
Era hijo del empresario de telas, Hans Jakob (1724-1782). Recibe una formación comercial en Génova y en Marsella. Se casa en 1776 con una tía, viuda de un propietario de un comercio de la confección.
Se implica en la vida política suiza, siendo nombrado gobernador del Distrito de Rheintal y diputado en el Gran Consejo de Sankt Gallen.

## Fuente
- Diccionario histórico de Suiza (enlace roto disponible en Internet Archive; véase el historial, la primera versión y la última).

- La abreviatura «Custer» se emplea para indicar a Jakob Laurenz Custer como autoridad en la descripción y clasificación científica de los vegetales.[1]